# سگستا
سگستا (به ایتالیایی: Segesta) یک شهر و محوطه باستانی در ایتالیا است که در کالاتافیمی-سجستا واقع شده‌است.